# Südbad (München)

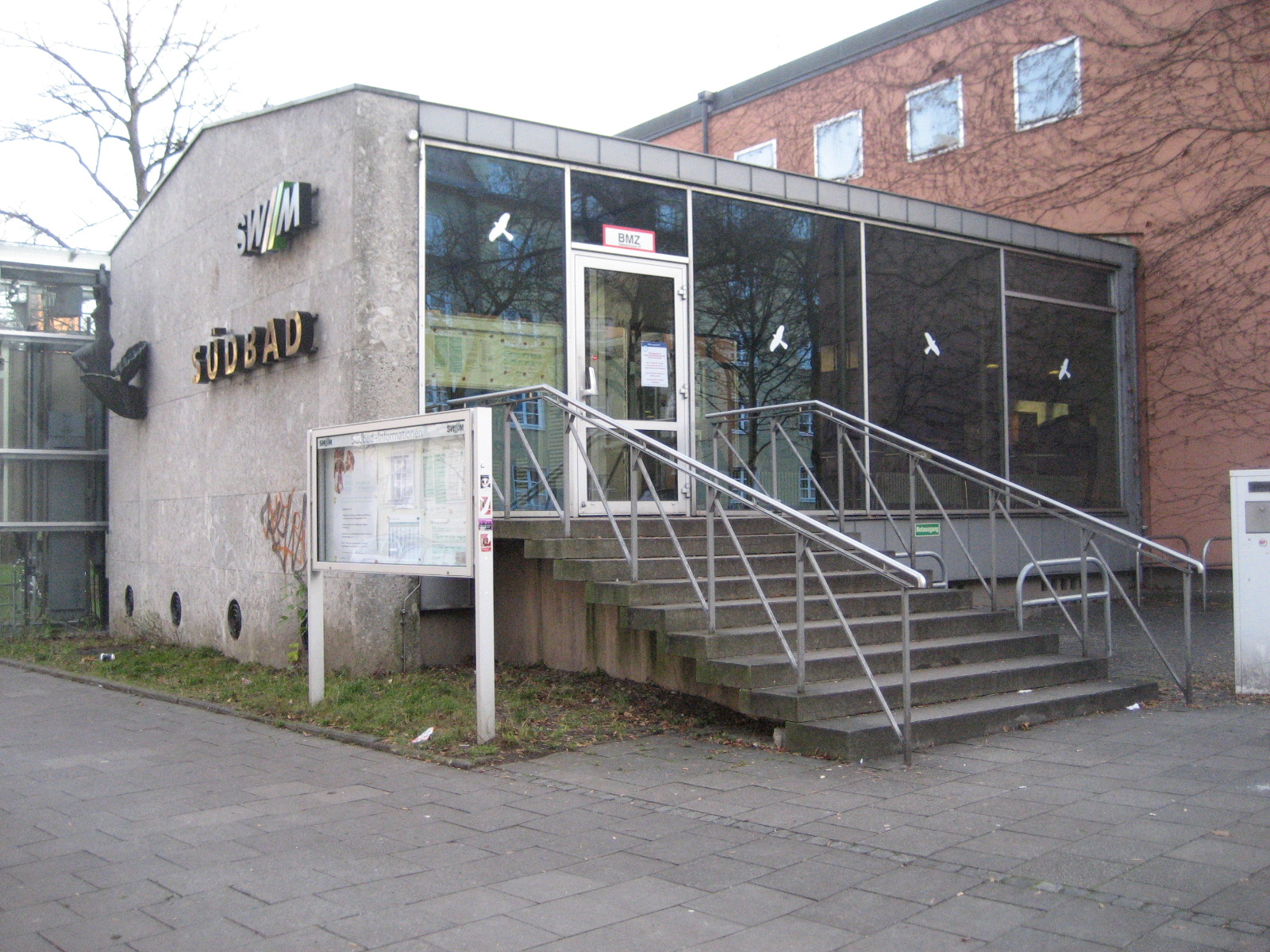
Der Eingangsbereich des Südbades von außen

Das Südbad ist ein Hallenbad mit Außenbecken und Liegewiese in München, das zusätzlich Aqua-Kurse und eine Saunalandschaft anbietet. Es liegt an der Valleystraße 37 im Stadtteil Sendling nahe dem Verkehrsknotenpunkt Harras. Bei schönem und warmen Wetter werden die Tore der Fassade versenkt und das Südbad wird zum „Freibad mit Dach“. Das Südbad ist erstmals 1960 als erstes Stadtteilbad Münchens offiziell eröffnet worden. Oberbürgermeister Hans-Jochen Vogel hielt die Festrede in der großen Schwimmhalle, gefolgt von Vorführungen der Kunstturmspringerinnen und Schwimmerinnen des Vereins Isarnixen. Zur ursprünglichen Ausstattung des Südbads gehörte ein kleines Krokodil, das in einem Aquarium im kleinen Schwimmsaal gehalten wurde. In den Jahren 1999/2000 wurde die damalige Badeanstalt mit zwei Schwimmbecken in einem ersten Bauabschnitt saniert, das Erd- und Untergeschoss wurden zu einem großen Umkleidebereich zusammengefasst und mit neuen Dusch- und Sanitäranlagen ausgestattet. In den Jahren 2006–2008 wurde das Südbad wiederholt saniert und am 2. Dezember 2008 durch Christian Ude, den Oberbürgermeister von München, wiedereröffnet.
Das Südbad ist barrierefrei, so hat es einen Aufzug an der Fassade ins Gebäude, einen Aufzug im Gebäude, einen großen Dusch- und Sanitärbereich, große Umkleiden im Schwimmbereich und in der Sauna, eine Beckeneinstiegshilfe im Schwimmerbecken und einen Behindertenparkplatz am Außenaufzug.

## Angebote
Folgende Möglichkeiten bestehen im Südbad. Teilweise erst nach der letzten Sanierung (siehe oben):
- Schwimmhalle mit 25-m-Sportbecken (27 °C)
- Nichtschwimmerbecken (30 °C)
- Kinderplanschbecken (34 °C)
- Außenbecken mit Strömungskanal, Massagedüsen und Nackenduschen
- Im Sommer Liegewiese mit altem Baumbestand, Kinderspielplatz und Planschbecken
- Saunalandschaft
- Massageangebot
- Café mit Terrasse
- Fitnessangebote
- Badeboutique
- Donnerstags während der Freibadsaison bei gutem Wetter: Qigong auf der Liegewiese von 10 bis 10.45 Uhr

## Sanierung (2006–2008)
Gegen Ende des Jahres 2006 wurde das Südbad mit einer Vorankündigung von circa einem halben Jahr zur Sanierung geschlossen. Geplant und umgesetzt wurde die vollständige Erneuerung des alten Wassersystems, die Fassade sowohl innen als auch außen wurde erneuert, eine großzügige Saunalandschaft mit zwei Saunen und einem Dampfbad wurden angelegt, ein Wellnessbecken im Außenbereich mit Strömungskanal, Sprudelliegen, Sprudeltopf, Massage- und Nackenduschen sowie die Auskleidung der Becken mit Edelstahl. Des Weiteren wurde die Innenfassade modernisiert und der Boden erneuert, jedoch wurden der Eingangsbereich sowie die Dusch- und Sanitäranlagen und die Umkleidekabinen nicht saniert.
Dieses Projekt wurde durch die Architekten Guggenbichler+Netzer geplant und konstruiert. Die Sanierung wurde so gestaltet, dass der alte Stil erhalten blieb und die modernen Bestandteile sinnvoll integriert wurden.